# Carlos Diegues

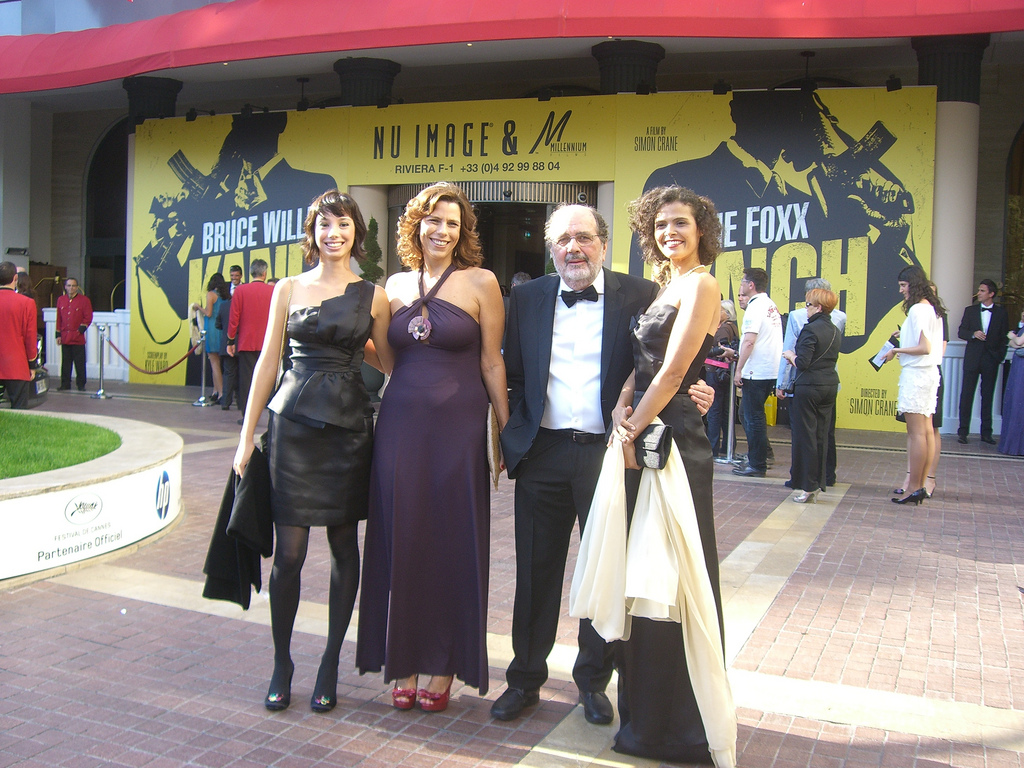
En la edición del 2010del Festival de Cannes:Manaira Carneiro, Renata Magalhães,Cacá Diegues y Luciana Bezerra.

Carlos Diegues (Maceió, 19 de mayo de 1940-Río de Janeiro, 14 de febrero de 2025), también conocido como Cacá Diegues, fue  un director de cine brasileño

## Comienzos
Su familia no tardaría en trasladarse a Río de Janeiro, donde Cacá se licenció en la Universidad PUC/Río, en la rama de derecho. Durante sus años en la universidad mostró varias inquietudes tanto políticas como intelectuales. Animado por su activismo fue presidente del directorio estudiantil, fundó un cineclub y no tardó en destaparse como cineasta amateur. También por aquella época Diegues coincidió entonces, a inicios de la década de 1960, con otros jóvenes cineastas (Glauber Rocha, Leon Hirzsman, Paulo Cesar Saraceni…), siendo con ellos cofundador de uno de los movimientos artísticos más importantes en la cultura brasileña del siglo XX, el Cinema Novo.

## Consagración
A mediados de los año sesenta Diegues se erige como un combativo crítico y escribe buena cantidad de ensayos y manifiestos cinematográficos, colaborando con distintas publicaciones. Este activismo en el cine pretende formular un estilo de cine propiamente brasilero, cargado de identificación con el entorno histórico y sociológico de Brasil mientras se alejaban de los moldes temáticos y de producción impuestos desde Estados Unidos o Europa, incidiendo en el afán de mostrar al público brasilero su propia cultura aun cuando choque con la visión de las élites políticas del país. La influencia de la vanguardia cinematográfico europea, particularmente la Nouvelle Vague francesa, aseguró al Cinema Novo una fuerte atención del público internacional, consagrando a sus directores, como Diegues, en celebridades creativas.

## Exilio y retorno
En el año 1964 estalla en Brasil un golpe de Estado auspiciado por los militares que deponen a Joao Goulart, y ese mismo año Diegues estrena Ganga Zumba, su primer largometraje, narrando la historia de una célebre rebelión de esclavos en el Brasil colonial del siglo XVII. Terroristas del Movimiento Anticomunista (MAC) y del Comando Caza al Comunista (CCC) se encargan de asaltar las salas donde se exhibe la película, bajo la total permisividad de la policía; de hecho, el propio gobierno censuró la obra tachándola de subversiva, pese a retratar un suceso histórico de tres siglos antes. Aunque después Diegues estrenó La gran ciudad, en 1966, y Los herederos, en 1969. Diegues partió al exilio ese mismo año ante las limitaciones impuestas por la dictadura militar contra el Cinema Novo, convertido en fuente de crítica permanente al nuevo régimen por sus retratos realistas y crudos de la sociedad brasilera y sus dificultades históricas.

«La generación del Cinema Novo hicimos de la represión un lenguaje, […] permitimos a Brasil tener un cine vivo y actuante en espera del fin de la dictadura militar».
Carlos Diegues.

Diegues, no obstante, pudo volver a Brasil poco después, y volvió a dirigir sobre la base de los cánones del Cinema Novo, ya famoso mundialmente y difícil de silenciar de modo efectivo por la dictadura, aunque sus cintas de todos modos debían sortear la censura. Diegues consideraba que la temática del Cinema Novo no podía desarrollarse fuera de Brasil y de hecho su contenido quedaría vaciado de sentido al limitarse a rodajes en el extranjero. Tras el retorno de la democracia en 1984, Diegues volvió a rodar con mayor libertad, manteniendo su prestigio como realizador.

## Filmografía
- 1964: Ganga Zumba
- 1966: A Grande Cidade
- 1969: Os Herdeiros
- 1972: Quando o Carnaval Chegar
- 1973: Joanna Francesa
- 1976: Xica da Silva
- 1978: Chuvas de Verão
- 1979: Bye Bye Brasil
- 1984: Quilombo
- 1987: Um Trem Para as Estrelas
- 1989: Dias Melhores Virão
- 1994: Veja Esta Canção
- 1996: Tieta do Agreste
- 1999: Orfeu
- 2002: Deus é Brasileiro
- 2018: O Grande Circo Místico